# Lockheed Shipbuilding and Construction Company

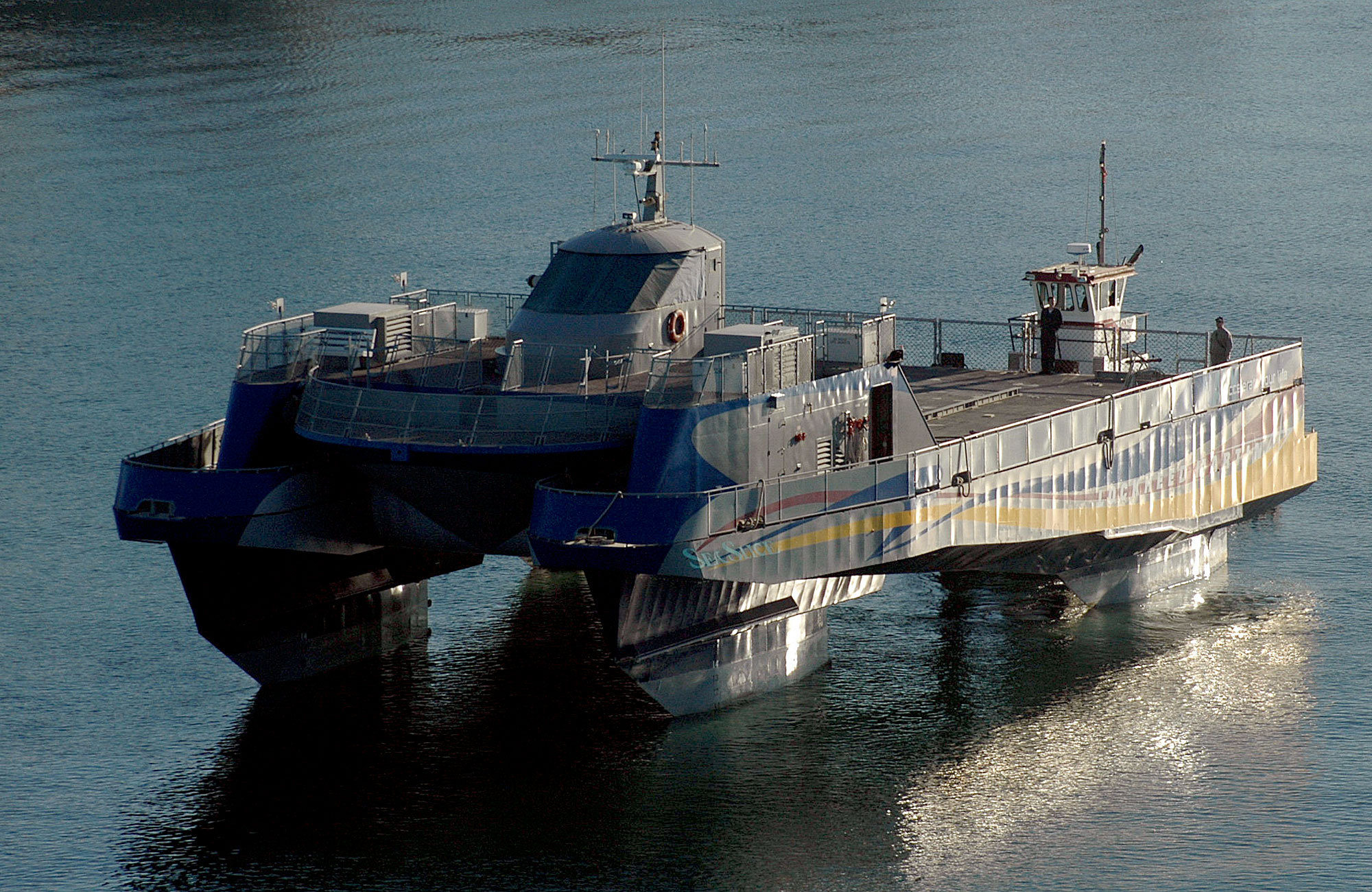
HSV Sea Slice navio experimental construído para a Marinha dos Estados Unidos pela Lockheed Martin.

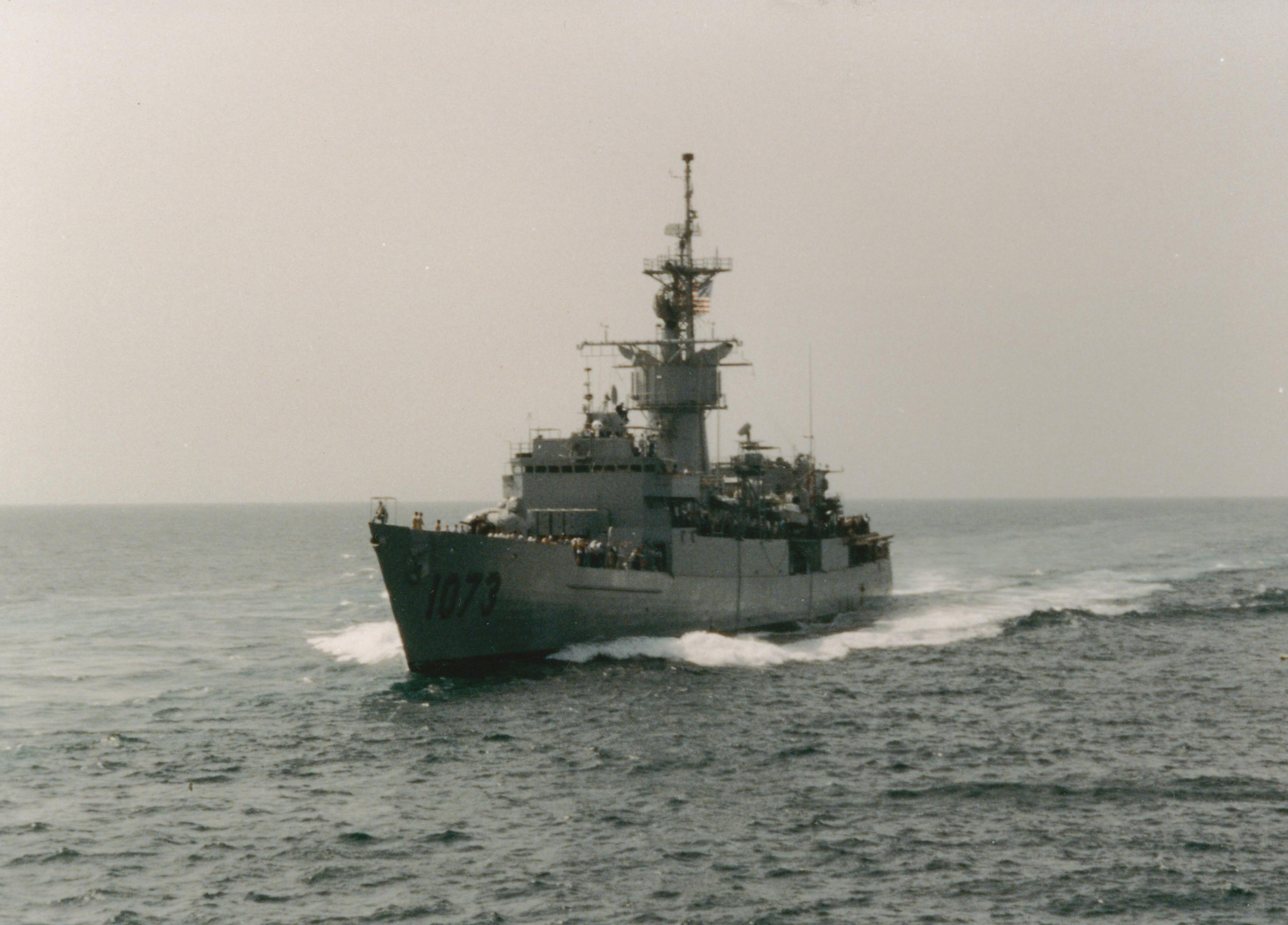
Fragata da Classe Knox, USS Robert E. Peary (FF-1073) (1991).

Lockheed Shipbuilding and Construction Co foi um estaleiro norte-americano, localizado na cidade de Seattle, Washington.

## História
A empresa foi fundada em 1898 com o nome de Puget Sound Bridge and Dredging Company. Os estaleiros ficavam na margem do Rio Duwamish.
Adquirida pela Lockheed em 1959, deixou de funcionar em 1987.